# Бобров, Павел Павлович
Павел Павлович Бобров (1862—1911) — российский шахматный и шашечный журналист, композитор, общественный шахматный и шашечный деятель, теоретик.
Родился в Рязани 29 августа 1862 года. Дворянин, чиновник Министерства финансов.
Совместно с братом своей жены Д. Саргиным, затем самостоятельно (1901—1904, 1909—1910) издавал журнал «Шахматное обозрение» (в 1891 назывался «Шашечница») — одно из лучших в мире шахматных периодических изданий того времени. Приложением к нему впервые в России вышли 3 литературных сборника: «Московский шахматный альманах» (1894), «Шахматные вечера» (1901), «Чёрный король» (1903), где Бобров был составителем и автором ряда крупных статей и очерков об А. Соловцове, Г. Пильсбери и других шахматистах.
Вёл шахматные отделы в ряде периодических изданий, в том числе в «Московской иллюстрированной газете», в журналах «Семья», «Охотник», «Радуга» (1883—1888); на страницах «Радуги» впервые в России провёл конкурс составления двухходовых задач, судьёй которого был сам.
Являлся секретарём Московского шахматного кружка, одним из инициаторов проведения Всероссийских шахматных турниров, матч-реванша Э. Ласкер — В. Стейниц (1896—1897), приглашения в Москву на гастроли М. Чигорина, Г. Пильсбери, Г. Марко и других. Способствовал выдвижению многих талантливых шахматистов (к примеру А. Гончаров).
Как шашечный теоретик известен разработкой ряда нормальных окончаний и дебютных схем; одна из них носит его имя: «Игра Боброва». Участник и один из организаторов первого в России шашечного турнира (лето 1884 года на даче В. Эрдели под Орлом).
В 1891 году Бобров в числе 10 любителей шашечной игры принял участие в им же организованном в журнале «Шашечница» турнире по переписке — второй в России турнир по заочной игре.
Наряду с П. Бодянским деятельное участие принимал Бобров в организации и проведении всех четырёх Всероссийских шашечных турниров; для первого турнира предоставил помещение — зал Московской сберегательной кассы, где он был директором.
Умер в Москве 23 декабря 1911 года.
Жена — детская писательница Анастасия Ивановна, урождённая Саргина (писала под псевдонимом А. Галаган). Их сын, Сергей Павлович Бобров (1889—1971) — поэт-футурист, прозаик, литературный критик, теоретик стихосложения, художник, издатель и математик.